# Juni 1984
Portal Geschichte | Portal Biografien | Aktuelle Ereignisse | Jahreskalender | Tagesartikel

◄ |
19. Jahrhundert |
20. Jahrhundert
| 21. Jahrhundert

◄ |
1950er |
1960er |
1970er |
1980er
| 1990er | 2000er | 2010er | ►

◄ |
1980 |
1981 |
1982 |
1983 |
1984
| 1985 | 1986 | 1987 | 1988 | ►

◄ |
März 1984 |
April 1984 |
Mai 1984 |
Juni 1984 |
Juli 1984 |
August 1984 |
September 1984 |
►
Dieser Artikel behandelt aktuelle Nachrichten und Ereignisse im Juni 1984.

## Tagesgeschehen

### Freitag, 1. Juni 1984
- Graz/Österreich: Der FK Austria Wien wird durch einen 3:0-Sieg beim SK Sturm Graz Österreichischer Fußballmeister 1984.[1]

### Sonntag, 3. Juni 1984
- New York/Vereinigte Staaten: Bei der 38. Verleihung des Tony Awards werden Glenn Close und Jeremy Irons jeweils für die beste Leistung in einer Hauptrolle in einem Theaterstück ausgezeichnet.[2]

### Mittwoch, 6. Juni 1984
- Genf, Zürich/Schweiz: Die Schweizer Fussballmeisterschaft 1982/83 endet am letzten Spieltag ohne Entscheidung im Titelrennen, da der Servette FC Genève und der Grasshopper Club Zürich punktgleich sind. Es folgt ein Entscheidungsspiel am 15. Juni.[3]
- Stuttgart/Deutschland: Der Landtag von Baden-Württemberg bestätigt den seit 1978 amtierenden Ministerpräsidenten Lothar Späth (CDU) zum zweiten Mal als Chef der Landesregierung.[4]

### Donnerstag, 7. Juni 1984
- London/Vereinigtes Königreich: Der zehnte Weltwirtschaftsgipfel der Staatschefs der Gruppe der Sieben sowie eines Vertreters der EWG beginnt. Kritiker der fortschreitenden weltweiten Liberalisierung der Wirtschaft tagen in London zeitgleich auf der Gegenkonferenz „The alternative economic summit“ (deutsch „Der alternative Wirtschaftsgipfel“).[5]

### Samstag, 9. Juni 1984
- London/Vereinigtes Königreich: Die Teilnehmer des Weltwirtschaftsgipfels sprechen sich dafür aus, jenen Staaten mehr Zeit zur Begleichung internationaler Schulden zu geben, die Fortschritte bei der Stabilisierung ihrer Wirtschaft vorweisen können, indem sie z. B. Vorgaben des Internationalen Währungsfonds umsetzen. Die Kritik an der Deutungshoheit der Gruppe der Sieben über richtige und falsche Wirtschaftspolitik nimmt zu, da ihre wie Diktate wirkenden Positionen die wirtschaftliche Entwicklung von Staaten mit schwächeren Volkswirtschaften beeinflussen.[6]

### Sonntag, 10. Juni 1984
- Verona/Italien: Der Italiener Francesco Moser gewinnt die 67. Ausgabe des Rad-Etappenrennens Giro d’Italia. Es ist sein erster Gesamtsieg bei dieser Veranstaltung und der 51. eines Italieners.[7]

### Montag, 11. Juni 1984
- Bern/Schweiz: Der Servette FC Genève gewinnt das Final im Schweizer Cup der Fussballer mit 1:0 nach Verlängerung gegen den FC Lausanne-Sport.[8]

### Dienstag, 12. Juni 1984
- Paris/Frankreich: Das Eröffnungsspiel der 7. Fußball-Europameisterschaft der Männer endet mit einem 1:0-Sieg der französischen Nationalmannschaft gegen Dänemark.[9]

### Donnerstag, 14. Juni 1984
- Moskau/Sowjetunion: Die 38. Außerordentliche Tagung des Rats für gegenseitige Wirtschaftshilfe führt zum ersten Zusammentreffen der neuen politischen Führungsperson der Sowjetunion Konstantin Tschernenko mit dem De-facto-Staatsoberhaupt der DDR Erich Honecker. Die DDR bittet Tschernenko, dass die Sowjetunion wieder mehr Erdöl liefern möge. Tschernenko lehnt ab.[10]

### Freitag, 15. Juni 1984
- Bern/Schweiz: Im Stadion Wankdorf entscheidet der Grasshopper Club Zürich die Schweizer Fussballmeisterschaft 1984 mit 1:0 nach Verlängerung für sich. Erfolglos besteht der Gegner Servette FC Genève darauf, das Spielergebnis zu streichen, weil der Grasshopper-Spieler Kurt Jara den Schiedsrichter in der entscheidenden Szene mit einer „Schwalbe“ täuschte.[11]

### Samstag, 16. Juni 1984
- Montreal/Kanada: Der Künstler Guy Laliberté und die  Mitbegründer der Künstlergruppe „La Fête Foraine“, Daniel Gauthier und Gilles Ste-Croix, gründen das Unterhaltungsunternehmen Cirque du Soleil (deutsch Zirkus der Sonne).[12]

### Sonntag, 17. Juni 1984

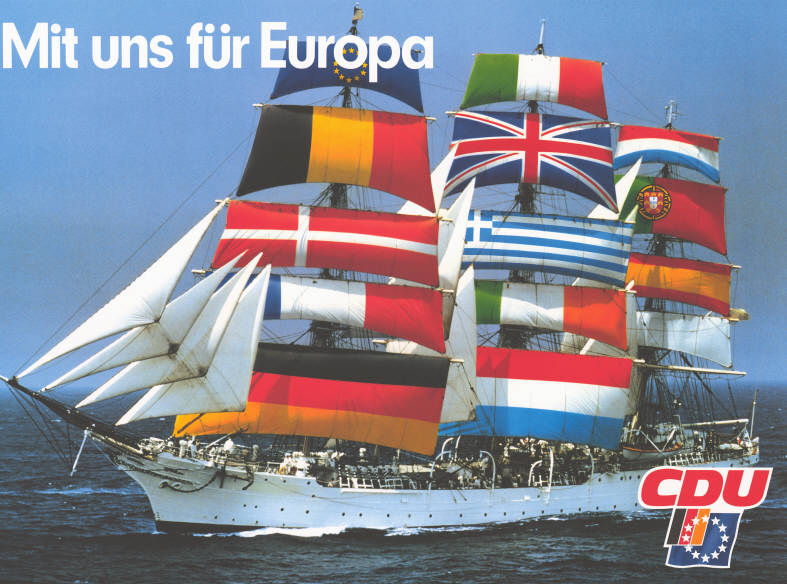
Im EU-Parlament dominieren linke Parteien die konservativen Kräfte

- Innsbruck/Österreich: Die Wahl zum Tiroler Landtag verschiebt das Kräfteverhältnis im Landhaus noch einmal zugunsten der Tiroler Volkspartei (Teil der ÖVP). Ihre Mandatszahl wächst um eins auf 25, die SPÖ verliert eins auf jetzt neun und die FPÖ verbleibt bei zwei Mandaten.[13]
- Straßburg/Frankreich: Die viertägige Wahl zum Europäischen Parlament endet wie die Wahl 1979 mit einem Votum für die Sozialistische Fraktion als stärkste politische Kraft.[14]

### Donnerstag, 21. Juni 1984

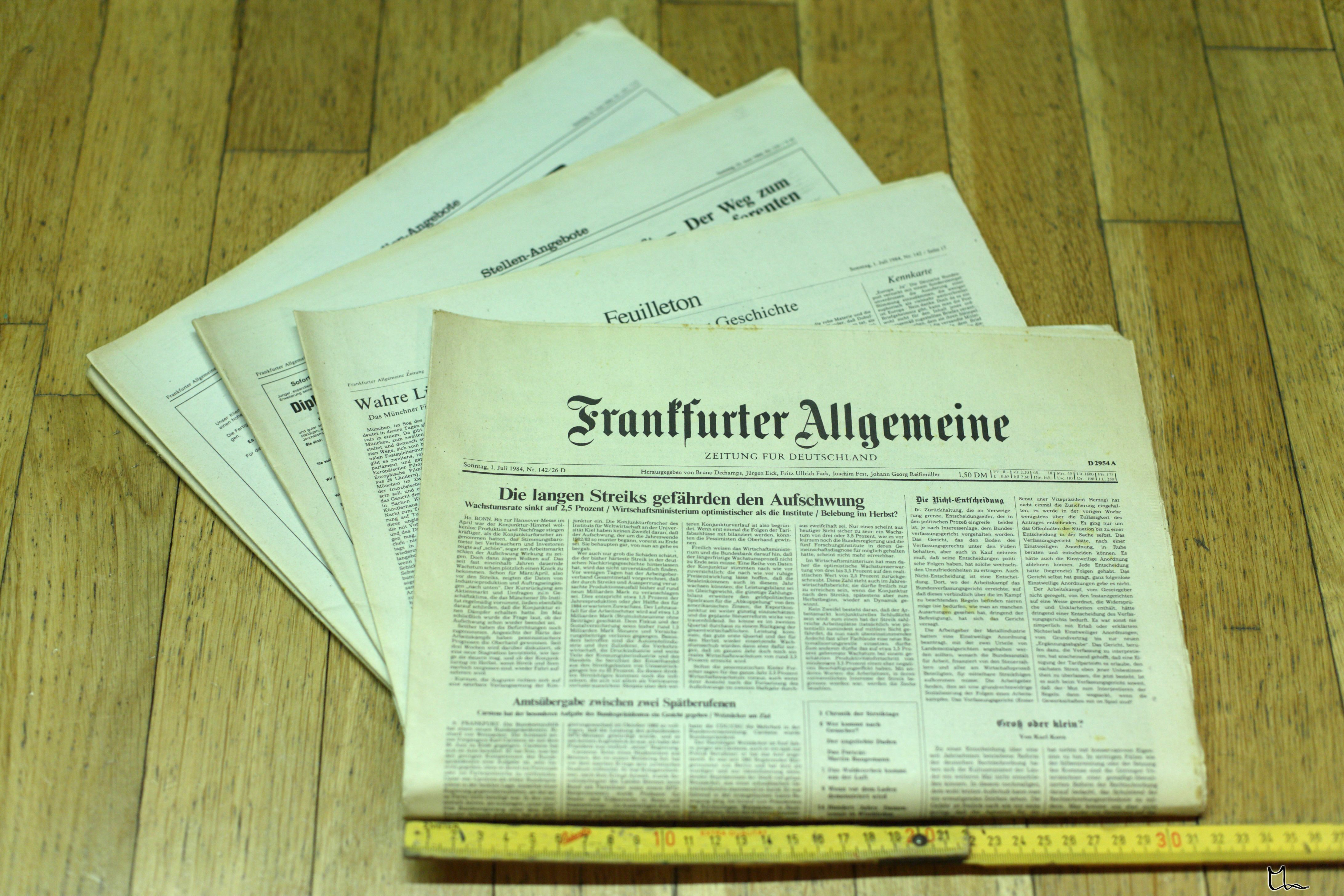
„Notausgabe“ der FAZ

- Frankfurt am Main/Deutschland: Die renommierte Frankfurter Allgemeine Zeitung (FAZ) erscheint wegen der Auseinandersetzung um die 35-Stunden-Woche in der Druckindustrie als „Notausgabe“ in einem kleineren Format. Die Streikenden vor dem Werktor verhindern die Auslieferung.[15]

### Freitag, 22. Juni 1984
- Zürich/Schweiz: Urs Zimmermann gewinnt zum ersten Mal, und als 13. Schweizer, die Rad-Rundfahrt Tour de Suisse.[16]

### Samstag, 23. Juni 1984
- Berlin/Deutschland: Bei der Verleihung des Deutschen Filmpreises wird u. a. der Schauspieler Maximilian Schell mit dem Filmband in Gold für seine darstellerische Leistung in Morgen in Alabama ausgezeichnet.[17][18]

### Sonntag, 24. Juni 1984
- Erlangen/Deutschland: Der zum ersten Mal abgehaltene Comic-Salon Erlangen geht zu Ende. Als bestem Künstler im Klassement „International“ wurde dem Amerikaner Dik Browne für die Erfindung der Serie Hägar der Schreckliche der Max-und-Moritz-Preis verliehen.[19]

### Montag, 25. Juni 1984

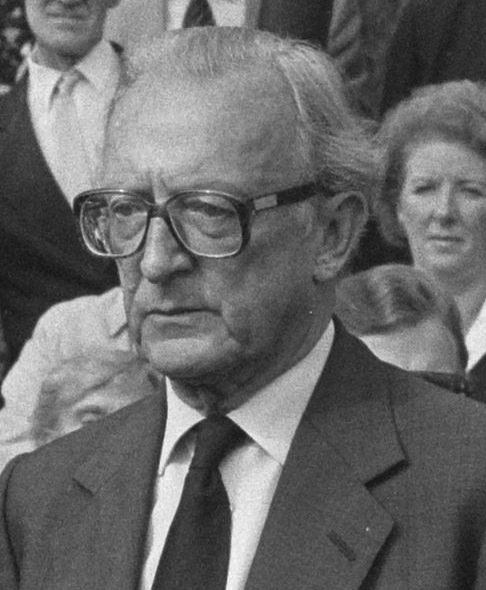
Peter Carington, 6. Baron Carrington

- Brüssel/Belgien: Der Brite Peter Carington löst Joseph Luns aus den Niederlanden als Generalsekretär des Militärbündnisses NATO ab.[20]

### Dienstag, 26. Juni 1984
- Wiesbaden/Deutschland: Die Grünen bieten der hessischen Minderheitsregierung Börner (SPD) die parlamentarische Zusammenarbeit an. Börner schließt eine Regierungskoalition zwischen der SPD und den Grünen aus, doch zur angebotenen Form der Zusammenarbeit ist er bereit.[21]

### Mittwoch, 27. Juni 1984

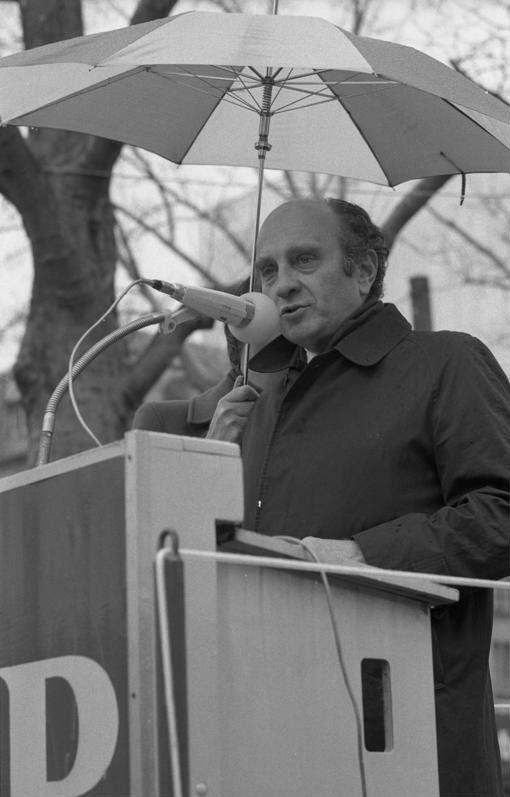
Otto Graf Lambsdorff

- Bonn/Deutschland: Bundeskanzler Helmut Kohl (CDU) informiert das Bundeskabinett über den Erhalt des Rücktrittsgesuchs des Bundesministers für Wirtschaft Otto Graf Lambsdorff (FDP). Der scheidende Minister sieht sich in der so genannten „Flick-Affäre“ mit Vorwürfen der Bestechlichkeit konfrontiert, seine politische Immunität wurde bereits aufgehoben.[22]
- Paris/Frankreich: Im Finale der 7. Fußball-Europameisterschaft der Männer besiegt Frankreich die spanische Nationalmannschaft mit 2:0. Es ist Frankreichs erster Titel bei einer Fußball-EM oder -WM.[23]

### Samstag, 30. Juni 1984
- Lausanne/Schweiz: Der Schiedsgerichtshof des Sports als oberstes Sportgericht nimmt im Auftrag des Internationalen Olympischen Komitees seine Arbeit auf.[24]

## Weblinks

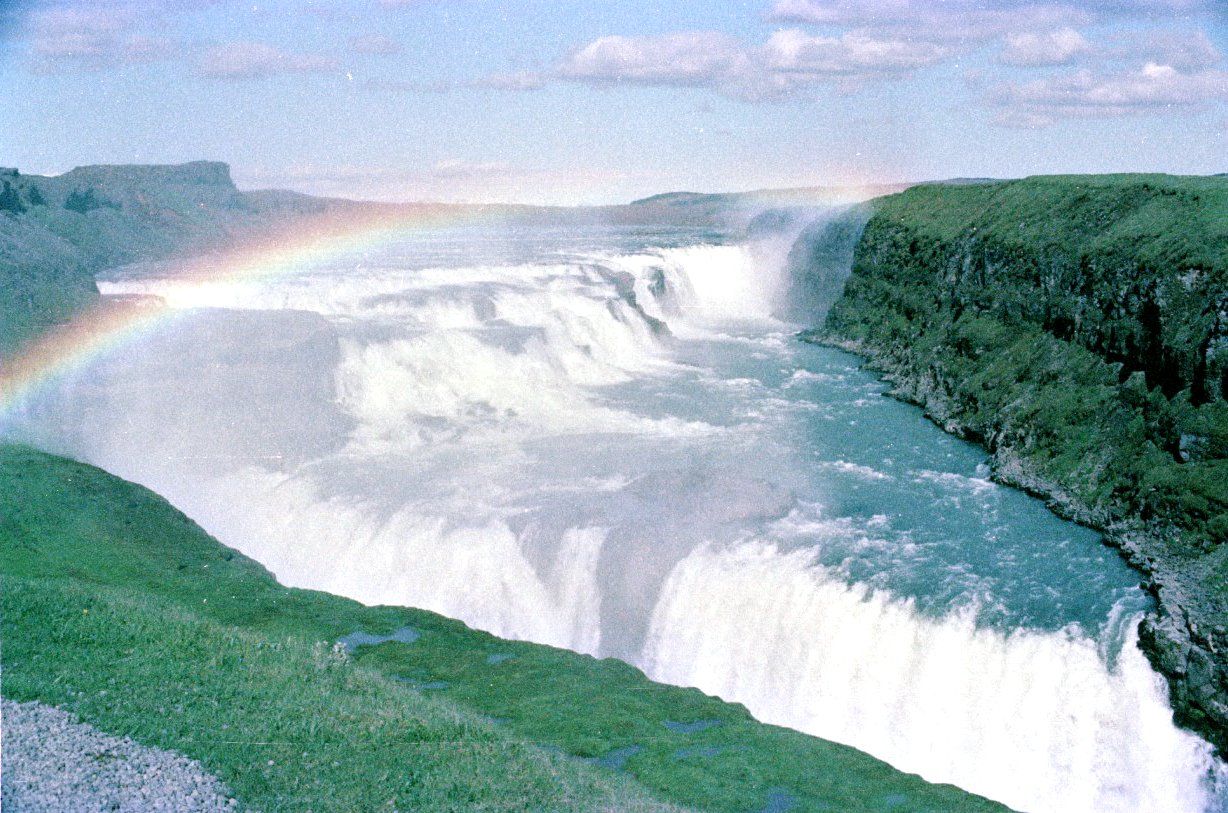
Island im Juni 1984